# August Heinrich Ludwig Harms
August Heinrich Ludwig Harms (auch fälschlich: Harmes, * 176?; † 21. August 1839 in der Heil- und Pflegeanstalt Sachsenberg bei Schwerin) war großherzöglich mecklenburgisch-schwerinscher Domänenrat. Er war Ehemann der Schriftstellerin Emilie von Berlepsch.
Harms studierte Jura in Göttingen und kam dann als Auditor in das Amt Hagenow. Schon bald kam er als Amtmann nach Redefin, dass wegen seiner Pferdezucht im Gestüt Redefin bedeutend war. Dort erhielt am 11. Mai 1801 den Charakter als Domänenrat. Er nahm aber noch im gleichen Jahr seinen Abschied und heiratete die Schriftstellerin Emilie von Berlepsch geborene von Oppeln.
Im selben Jahr zog das Paar von Mecklenburg in die Schweiz, wo es sich 1807 auf dem Gut Erlebach am Zürichsee niederließ und einen beliebten Salon betrieb. Als aber die Auswirkungen der Napoleonischen Kriege die Schweiz erreichten, verließen sie 1813 das Land und verkauften 1817 das Gut. Stattdessen kauften sie das Gut Garlitz bei Lübtheen sowie einen Anteil von Kuhstorf, wohnten aber in Schwerin. Durch unglückliche Umstände gingen die Güter aber Konkurs und das Ehepaar zog 1828 nach Lauenburg. Dort starb Emilie 1830 und August zog als Witwer zurück nach Schwerin. Dort verschlechterte sich sein Geisteszustand und er wurde in die psychiatrische Klinik Sachsenberg bei Schwerin eingewiesen, wo er 1839 verstarb.